# Кубок СССР по хоккею на траве среди мужчин
Кубок СССР по хоккею на траве среди мужчин — ежегодное соревнование советских мужских команд по хоккею на траве. Проводился в 1982—1991 годах. Соревнования состояли из предварительного и финального этапов. Две лучшие команды по итогам финальной стадии разыгрывали Кубок.

## Победители
| - 1982 «Динамо» Алма-Ата - 1983 «Динамо» Алма-Ата - 1984 «Динамо» Алма-Ата - 1985 «Фили» Москва - 1986 «Динамо» Алма-Ата | - 1987 «Динамо» Алма-Ата - 1988 СКА Свердловск - 1989 СКА Свердловск - 1990 «Фили» Москва - 1991 СКА Свердловск |